# Balamento
O jogo do Balamento  é uma tradição lúdica e cultural observada na Ilha da Madeira durante o período da Quaresma. Neste jogo, duas pessoas desafiam-se a pronunciar a palavra "Balamento" pela primeira vez no dia ao oponente. Ganha aquele que o tiver feito com maior frequencia até ao fim do periodo estabelecido (típicamente até a Sexta-feira Santa). O vencido é então obrigado a oferecer um prémio ao vencedor, típicamente algúm tipo de doce relativo à época (exemplo: torrões de açucar ou amêndoas de páscoa).